# A Clergyman's Daughter
A Clergyman's Daughter (A Filha do Pároco/A Filha de um Reitor (título em Portugal) ou A Filha do Reverendo (título no Brasil)), é um romance escrito por George Orwell em 1935.
A Clergyman's Daughter conta a história de Dorothy Hare, a filha de um Pastor, cuja vida é virada de cabeça para baixo quando ela sofre um ataque de amnésia. É o romance mais experimental de Orwell, com um capítulo inteiramente escrito em forma dramática, no entanto não ficou satisfeito com o resultado e deixou instruções para que após a sua morte o romance não voltasse a ser reimpresso